# روایات داراب هرمزدیار
روایات داراب هرمزدیار کتابی دو جلدی است که در قرن یازدهم هجری مقارن با عصر صفوی در هند نگارش شده‌ است. این کتاب به صورت پرسش و پاسخ و به مانند دادِستان دینی است. داراب، پسر هرمزدیار از خانواده های سرشناس پیشوایان دینی پارسیان در گجرات هند بود.
این کتاب در سال ۱۰۴۷  یزدگردی تدوین نهایی شده‌ است. این کتاب برای نخستین بار در سال ۱۹۲۲ میلادی توسط جیوانجی جمشید جی مودی در بمبئی منتشر شد. روایات در نزد پارسیان هند عبارت از نوشته‌های حاوی پرسش و پاسخ‌های دینی زرتشتی هستند. این پرسش‌ها از هند به ایران نزد پیشوایان دینی زرتشتی فرستاده شده و پاسخ دریافت شده‌اند. عمدهٔ این مکاتبات در سده ۹–۱۱ هجری انجام شده اما تدوین نهایی در قرن یازدهم هجری بوده است. این روایات هم به صورت نظم مانند نظم در صد و ارادویراف‌نامه منظوم و هم مانند سد در نثر و سد در بندهشن به نثر هستند.

## منبع
- دالوند، حمید رضا (پاییز ۱۳۸۸). «روایات داراب هرمزدیار و دستنویس کتابخانه مجلس شورای اسلامی». پیام بهارستان. تهران (۵).